# Doris Dudley
Pour les articles homonymes, voir Dudley.
Doris Dudley, née le 17 juillet 1917 à New York (État de New York) et morte le 14 août 1985 à Greenville (Texas), est une actrice américaine.

## Biographie

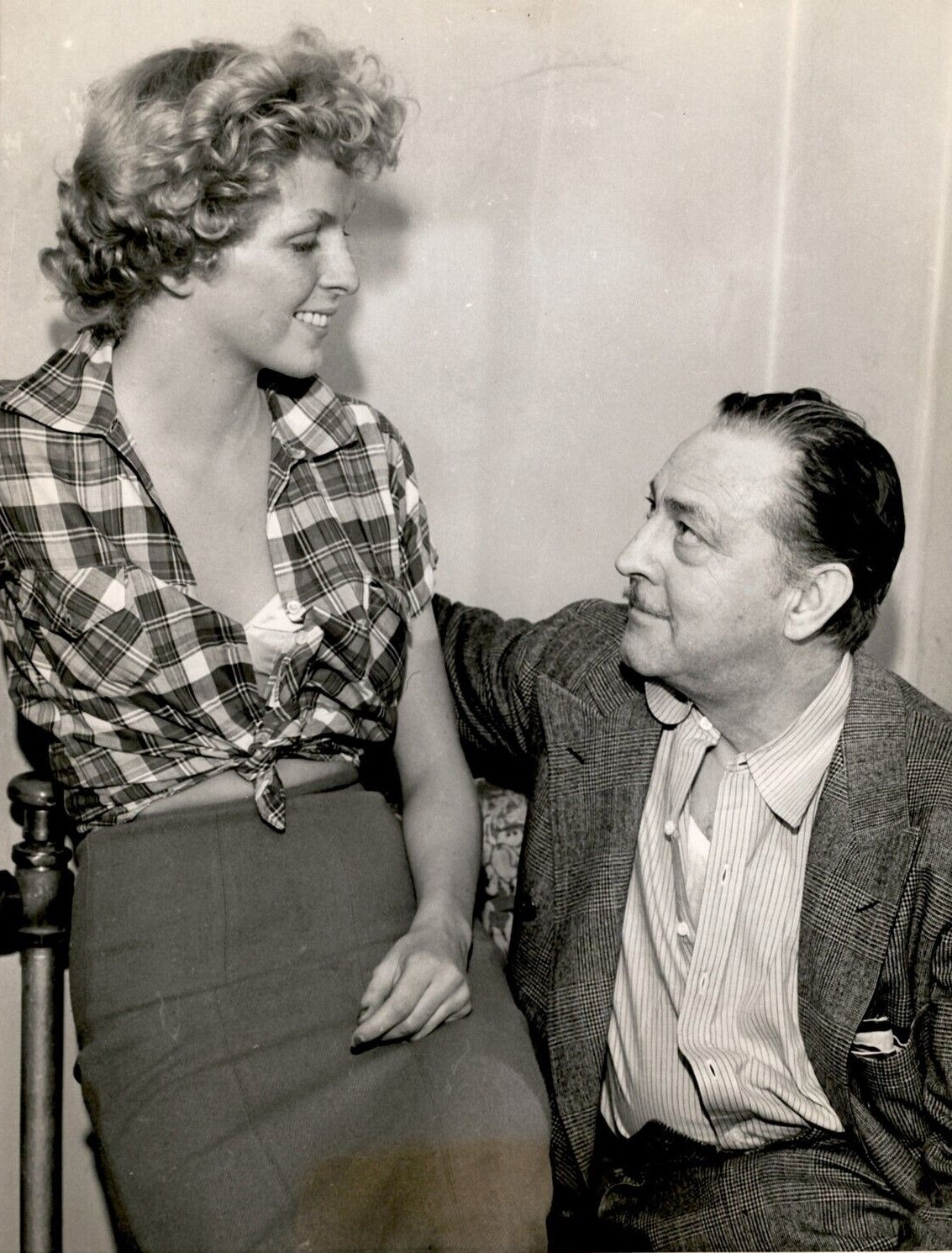
Avec John Barrymore, dans My Dear Children (Broadway, 1940, photo promotionnelle)

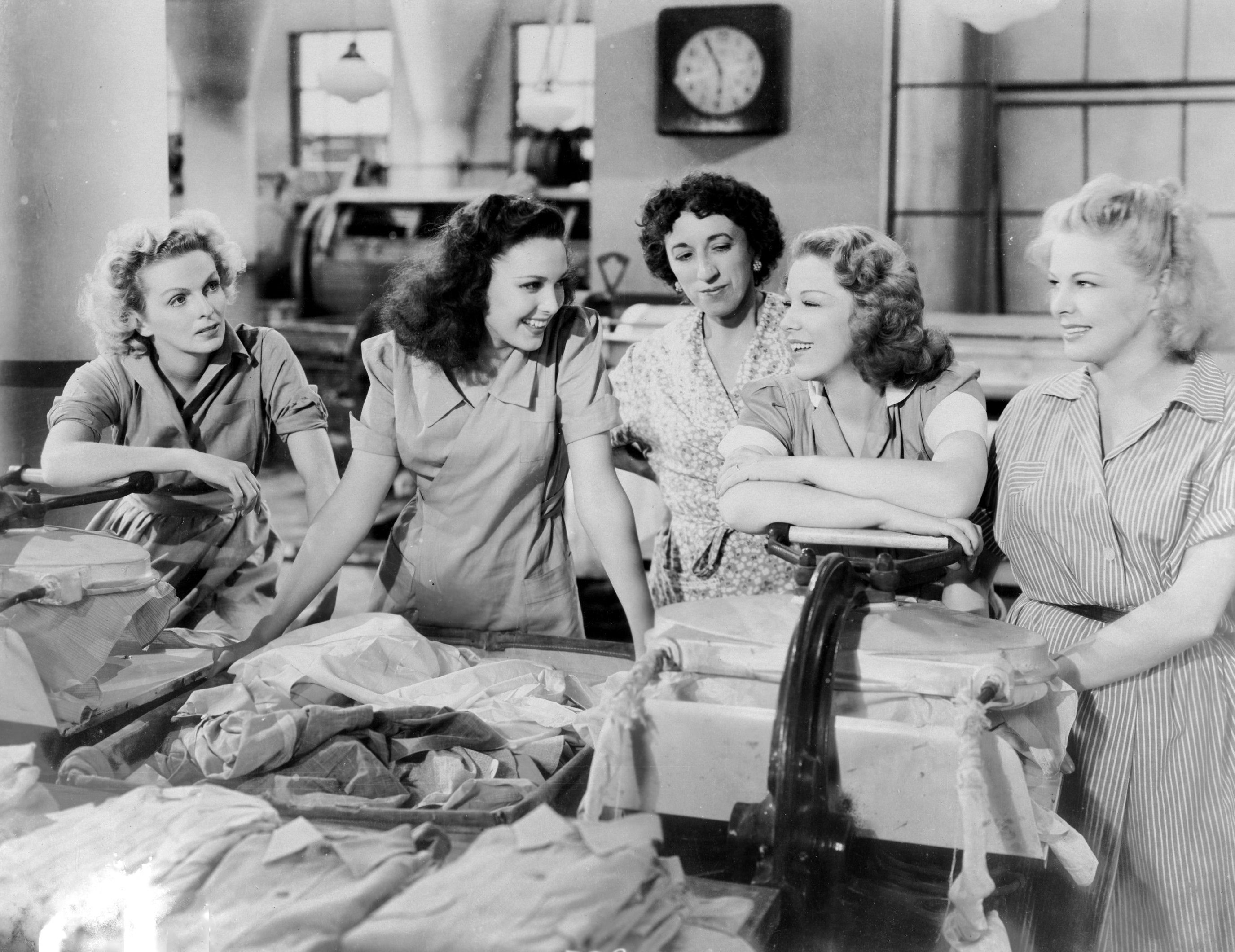
Doris Dudley, Linda Darnell, Margaret Hamilton, Glenda Farrell et Leslie Brooks (de g. à d.), dans La Cité sans hommes (1943)

Fille du dramaturge et scénariste Bide Dudley (1877-1944), Doris Dudley débute au théâtre à Broadway en 1935 dans Stick-in-the-Mud de Frederick Hazlitt Brennan (en) (avec Sylvia Field et Thomas Mitchell). Suivent quatre autres pièces sur les planches new-yorkaises, dont End of Summer de S. N. Behrman (1936, avec Van Heflin et Mildred Natwick) et My Dear Children de Catherine Turney (en) et Jerry Horwin (sa dernière pièce à Broadway, mise en scène par Otto Preminger, 1940, avec Tala Birell et John Barrymore).
Au cinéma, elle contribue à seulement quatre films américains, La Rebelle de Mark Sandrich (1936, avec Katharine Hepburn et Herbert Marshall), The Moon and Sixpence d'Albert Lewin (1942, avec George Sanders et Herbert Marshall), La Cité sans hommes de Sidney Salkow (1943, avec Linda Darnell et Edgar Buchanan) et enfin Fureur secrète de Mel Ferrer (1950, avec Claudette Colbert et Robert Ryan).
En 1936, Doris Dudley épouse en secondes noces Jack E. Jenkins ; de leur union sont nés deux fils, dont l'enfant-acteur Jackie "Butch" Jenkins (1937-2001). Définitivement retirée de l'écran après son quatrième film, elle meurt en 1985, à 68 ans.

## Théâtre à Broadway (intégrale)
- 1935 : Stick-in-the-Mud de Frederick Hazlitt Brennan (en), mise en scène de Thomas Mitchell : Judith Lacey
- 1935 : The Season Changes d'Arthur Richman : Alice Lanning
- 1936 : End of Summer de S. N. Behrman, décors de Lee Simonson, mise en scène de Philip Moeller : Paula Frothingham
- 1938-1939 : Here Come the Clowns de Philip Barry, mise en scène de Robert Milton : Nora Clancy
- 1940 : My Dear Children de Catherine Turney (en) et Jerry Horwin, mise en scène d'Otto Preminger : Cordelia Clark

## Filmographie complète
- 1936 : La Rebelle (A Woman Rebels) de Mark Sandrich : Flora jeune
- 1942 : The Moon and Sixpence d'Albert Lewin : Blanche Stroeve
- 1943 : La Cité sans hommes (City Without Men) de Sidney Salkow : Winnie
- 1950 : Fureur secrète (The Secret Fury) de Mel Ferrer : Pearl Collins